# Jasper Vogt

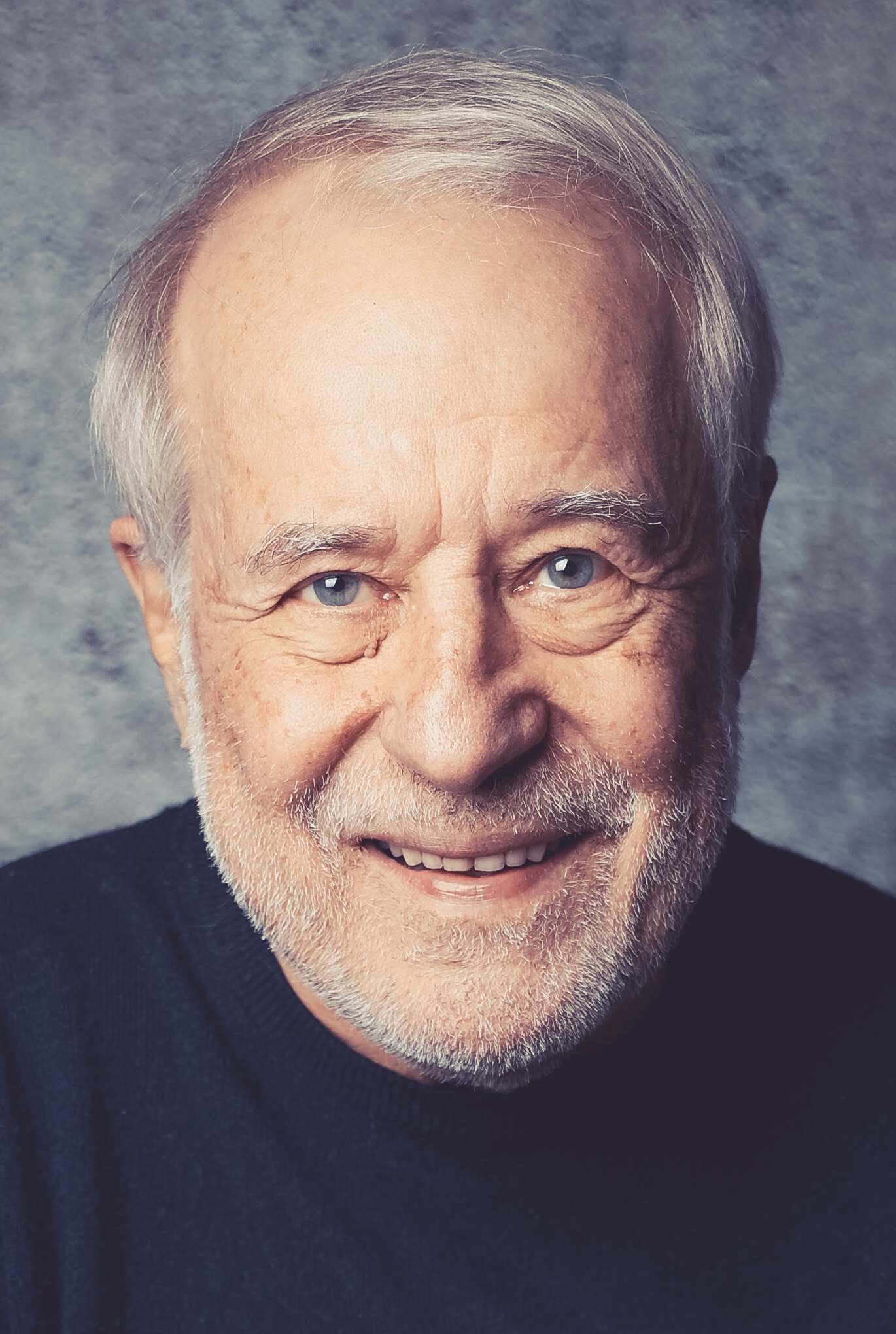
Jasper Vogt

Jasper Vogt (* 10. Mai 1945 in Bevensen, heute Bad Bevensen) ist ein deutscher Schauspieler, Musiker und Autor.

## Leben
Nach dem Abitur in Hamburg studierte Vogt zunächst Literaturwissenschaft, Germanistik und Musikwissenschaft, absolvierte gleichzeitig eine Schauspielausbildung (Hamburgisches Schauspielstudio Hildburg Frese, Abschlussprüfung 1969) und spielte ebenfalls gleichzeitig zwei Jahre lang am St. Pauli Theater in Hamburg diverse Stücke. Anschließend war er kurze Zeit als freier Schauspieler tätig (Theater für Kinder Hamburg, Theater im Zimmer Hamburg, Theater Kiel, Contra-Kreis-Theater in Bonn, Landesbühne Bad Hersfeld, mehrere Rollen für TV und Kino) und begann dann ein Musikstudium an der Hochschule für Musik in Hamburg (Abschluss als Musiklehrer, Abschlussnote Eins mit Auszeichnung). Zur gleichen Zeit bekam er einen Solistenvertrag an der Staatsoper Hamburg für die Uraufführung des Stücks „Staatstheater“ von Mauricio Kagel. Anschließend war er mit dem von Kagel gegründeten „Kölner Ensemble für neues Musiktheater“ auf Tournee in Europa, Asien und Nord- und Südamerika.
Dann verabschiedete Vogt sich von seinen künstlerischen Tätigkeiten und begann 1974 ein Jurastudium. 1975 gastierte er kurz am Theater für Kinder als Schauspieler und dem neu gegründeten Theater Das Schiff von Eberhard Möbius als Musiker. 1976 holte ihn das Hamburger Ohnsorg-Theater, dem er dann ab 1978 als festes Ensemblemitglied angehörte, als Schauspieler und musikalischen Leiter. Das Jurastudium gab er daraufhin auf.
Seit der Zeit arbeitet er als Schauspieler und Sprecher für Theater, Funk und Fernsehen, Hörbücher und Werbung, als Produzent und als freier Autor sowohl hochdeutsch als auch plattdeutsch, u. a. für den NDR (u. a. Hör mal ’n beten to), für Die Welt und das Hamburger Abendblatt (plattdeutsche Kolumnen) sowie für private Rundfunksender. So entwickelte er 1995 für Radio Hamburg die Comedy-Figur „Frisör Dieter“ (insgesamt fast 700 Folgen) und 1999 für NDR 90,3 die Comedy-Figur „Helene Hoyer“ (insgesamt fast 400 Folgen); für beide war er Autor und Sprecher.
Seit 1984 tritt Vogt mit unterschiedlichen Solo-Programmen auf, plattdeutsch, norddeutsch, Krimi-Lesung, „Hans Albers“ („Hoppla, jetzt kommt Hans“, Premiere 1999) und seit 2017 mit dem Programm „Von Ringelnatz und Waterkant“.
2008 gründete er „Jasper Vogts Hafenmusikanten“.
1984 rief Jasper Vogt den Verein Tandemclub Weiße Speiche Hamburg e. V. ins Leben und führte ihn fast 13 Jahre – von Ende 1984 bis Mitte 1997 – als 1. Vorsitzender. Der Tandemclub organisiert auch heute noch Tandemtouren mit Blinden, Sehbehinderten und Sehenden. Für dieses Engagement wurde er 1986 in Baden-Baden als Breitensportler des Jahres ausgezeichnet (neben Boris Becker und Steffi Graf als Sportler des Jahres).
Nach einer 14.000 Kilometer langen Motorradtour im Jahr 2006 von Hamburg nach Shanghai gründete Jasper Vogt 2008 die Firma Namipenda GmbH, die weltweit Oldtimer-Rallyes organisiert, so in Namibia, Botswana, Simbabwe, Indien, Kambodscha und Usbekistan.
Des Weiteren unterstützt Jasper Vogt soziale Einrichtungen und Projekte in Hamburg und Namibia durch Benefiz-Aktionen.

## Filmografie (Auswahl)
- 1967: Ein Bildersturm (ZDF)
- 1967: Jette Knoop ihr Horoskop (ZDF)
- 1972: Fußballtrainer Wulff (13 Folgen, Telefilm Saar)
- 1972–1989: Aktenzeichen XY ungelöst (ZDF)
- 1973: Hauptsache, die Kohlen stimmen (Provobis)
- 1973: Autoverleih Pistulla (Telefilm Saar)
- 1973: Ruderclub (Studio Hbg.)
- 1974: Die Rache der Ostfriesen (Kino)
- 1979: Der zugelaufene Freund (Aspekt Telefilm)
- 1982: Kurtheater Holtendiek (Madrigalfilm)
- 1984: Die Schwarzwaldklinik (Polyphon)
- 1984: Tiere und Menschen (Studio Hbg.)
- 1984: Drei Mann in einem Boot (Aspekt Telefilm)
- 1988: Die Männer vom K3 „Volle Deckung – Kopf runter“ (Studio Hbg.)
- 1992: Blankenese (Polyphon)
- 1992: Hamburger Gift (TV)
- 1993: Auf Leben und Tod (Telepoint)
- 1993: Spurlos „Henriette Lück“ (Studio Hbg.)
- 1993: Tatort: Pizza Sowietica (Studio Hbg.)
- 1993: Mit Frau Jaschke in Paris (TV)
- 1994: Einmal Macht und zurück (TV)
- 1994: Der Mann im schwarzen Mantel (TV)
- 1994: Beruf Aktuell 94 (Provobis)
- 1994: Briefgeheimnis (Tele-Terra)
- 1994: Krabbenfischer (Akzente-Film)
- 1995: Wartezeit (TV)
- 1996: Freut euch des Nordens (Teleteam)
- 1996: Neues vom Süderhof – Ben trampt nach Istanbul (TV)
- 1999: Heimatgeschichten 99 (NDR)
- 2001: Die Kinder vom Alstertal (Televersal)
- 2006: Das Herz ist ein dunkler Wald (TV)
- 2006: Sturmflut II (Kino)
- 2010: Im Garten nichts Neues (Kurzfilm)
- 2011: Coffe to go (Kurzfilm)
- 2012: Streit im Treppenhaus (Kurzfilm)
- 2015: Hamburg Huus (Imagefilm)
- 2017: Rote Rosen (Fernsehserie)
- 2017: Morden im Norden (Fernsehserie)
- 2019: Fade to black (Kurzfilm)
- 2020: Ella Schön „Feuertaufe“ (ZDF)
- 2021: Großstadtrevier (ARD)
- 2021: Pfefferkörner (ARD)

## Sprecher
- über 100 Hörspiele (NDR / Radio Bremen / WDR)
  - 2006: Dylan Thomas: Ünner den Melkwoold – Regie: Hans Helge Ott
- über 500 Beiträge „Hör mal’n beten to“ (NDR)
- über 800 Beiträge „Frisör Dieter“ und „Schrauber-Kalli“ (Radio Hamburg)
- über 300 Beiträge „Helene Hoyer“ (NDR)

## CD-Produktionen (Auswahl)
- 2004: „Holl di fuchtig mit Geföhl“
- 2006: „Ik segg jo gor nix mehr …“
- 2008: „De lütte Ruup Jümmersmacht“ (Die kleine Raupe Nimmersatt)
- 2008: „Harry Potter un de Wunnersteen“ (Kassette mit 7 CDs)
- 2013: „De Unkel un sien Neffe“
- 2013: „Siggi und der Hai“

Weiterhin auch mit einzelnen Beiträgen vertreten auf div. anderen CD-Produktionen des NDR.

## Sänger (CD-Produktionen)
- 1994: „Mudder de passt op“
- 1998: „Ohnsorgs plattdeutsche Hitparade“
- 2001: „Hoppla, jetzt kommt Hans“
- 2010: „Zwischen Altona und Batavia“ (Hafenmusikanten)

## Werke
- 1995: „Dor fallt mi wat in“
- 1996: „Also neulich, ne …“ (mit CD)
- 1999: „Wat vun Harten kümmt“
- 2002: „Jümmer lustig mit Geföhl“
- 2004: „Holl di fuchtig“
- 2006: „Kiek maal wedder in“
- 2006: „Immer der Straße nach“ (mit DVD)
- 2010: „Slachter Kohrs, Opa Möller, mien Neffe un ik …“
- 2021: „Ich habe Angst – ist das gut oder schlecht“ (Co-Autorin Edna Westmeier)

Außerdem mit einzelnen Beiträgen vertreten in 11 Anthologien.

## Theaterrollen (Auswahl)
(nur die TV-Aufzeichnungen aus dem Ohnsorg-Theater)
- 1978: Und oben wohnen Engels
- 1978: Cowboys, Quiddjes und Matrosen
- 1978: Der Etappenhase
- 1979: Heiratsschwindel
- 1979: Krach um Jolanthe
- 1980: Mutter ist die Beste (Das Fenster zum Flur)
- 1981: Männer sind auch nur Menschen
- 1981: Der verflixte Strumpf
- 1981: Das Kuckucksei
- 1982: Schneider Nörig
- 1983: Doktor Puust
- 1983: Der Lorbeerkranz
- 1984: Gute Nacht, Frau Engel
- 1985: Dat Wunnerwark
- 1984: Mein Mann, der fährt zur See
- 1985: För de Katt
- 1986: Der Trauschein
- 1986: Der politische Kannengießer
- 1987: Der Killer von Düdenbüttel
- 1987: Salon Meier
- 1988: Familie Schlapphoff
- 1990: Wenn der Hahn kräht
- 1990: Straßenmusik
- 1992: Die schwebende Jungfrau (Op un daal mit de Moral)
- 1992: Manda Voss wird 106
- 1994: Der Bürgermeisterstuhl
- 1995: Bett und Frühstück
- 2000: Blütenzauber (Dat blaue Wunner)
- 2001: Gefährliche Landung
- 2006: Das Haus am Meer
- 2007: Huusmann & Co.
- 2010: Nichts als Sand

## Tätigkeit als Komponist und Musiker (Auswahl)
- 1970: Filmmusik „Impresionen in E“ (mit N.F. Hoffmann)
- 1975 Arrangement + Musik „Der Lotse geht von Bord“ (mit Horst A. Hass, Text: Heinz Wunderlich)
- 1976 Musik „Das Gespenster-Musical“ (Text: Heinz Wunderlich)
- 1976 – 1996 über 200 Musiken für Bühnenproduktionen am Ohnsorg-Theater
- 1977 Musik „Nur ein Mädchen“ (für W. Wigand)
- 1978 Musik „Guten Morgen, Herr Riese“ (Musical, Text: Heinz Wunderlich)
- 1982 Arrangement „Der Lebkuchenmann“ (für Pfalztheater Kaiserslautern)
- 1983 Filmmusik „Das kann Beate auch“ (Regie: J.U. Scheffler)
- 1984 Werbungsmusik „City Partner Bergedorf“ (Hörfunk)
- 1985 Titelmusik für die „Glücksspirale“ (ARD)
- 1985 Musik für „De vergnögte Tankstell“ (Text: Fritz Wempner)
- 1994 Vertonung von Erich-Kästner-Gedichten (für J. Schade)
- 1999 Arrangement „Hoppla, jetzt kommt Hans“ („Albers“-Revue, Text: Paul Barz)
- 2008 Gründung von „Jasper Vogts Hafenmusikanten“
- 2018 Sieger des plattdeutschen Liederwettbewerbs ReuterFestspiele Stavenhagen